# Aspudden
Aspudden – dzielnica (stadsdel) Sztokholmu, położona w jego południowej części (Söderort) i wchodząca w skład stadsdelsområde Hägersten-Liljeholmen. Graniczy z dzielnicami Gröndal, Liljeholmen, Midsommarkransen i Hägersten.
Według danych opublikowanych przez gminę Sztokholm, 31 grudnia 2020 r. Aspudden liczyło 8993 mieszkańców. Powierzchnia dzielnicy wynosi łącznie 1,30 km², z czego 0,13 km² stanowią wody.
Aspudden jest jedną ze stacji na czerwonej linii (T13) sztokholmskiego metra. Na obszarze dzielnicy Aspudden jest położona także stacja Örnsberg.